# 마르셀의 여름
마르셀의 여름(La Gloire De Mon Pere, My Father's Glory)은 프랑스에서 제작된 이브 로베르 감독의 1990년 모험, 드라마 영화이다. 필립 꼬베르 등이 주연으로 출연하였고 알렝 프와레 등이 제작에 참여하였다.

## 출연

### 주연
- 필립 꼬베르
- 나탈리 루셀
- 디디에 페인
- 테레제 리오타르

### 조연
- 줄리엔 시아마카
- 조리 몰리나스
- 브누아 마르틴
- 폴 크로슈
- 피에르 마구엘론
- 미셀 모도
- 장 루게리

## 제작진
- 원작자: 마르셀 파뇰
- 미술: 자크 더기드
- 의상: 아그네스 네그레